# アストリット・パプロッタ
アストリット・パプロッタ（Astrid Paprotta、1957年5月31日 - ）は、ドイツの小説家、推理作家。女性。ノルトライン＝ヴェストファーレン州デューレン生まれ。
ドイツ語圏の主要なミステリ賞であるドイツ・ミステリ大賞とフリードリヒ・グラウザー賞（ドイツ推理作家協会賞）を受賞している。

## 略歴
大学で心理学を学んだのち、精神病関連の施設で働く。
1997年、『月は踊り出した』（未訳 Der Mond fing an zu tanzen）で小説家デビュー。
1999年、女性警部のイナ・ヘンケルとその上司のラルフ・シュトッカー警視のコンビが活躍するミステリ小説シリーズの第1作『擬態』（未訳 Mimikry）を発表。各種メディアで「ドイツにおけるパトリシア・ハイスミスの後継者」などとして絶賛を浴びた。
2004年に発表したシリーズ第3作『死体絵画』は、翌年のドイツ・ミステリ大賞でドイツ語作品部門第1位の栄誉に輝いた（第2位はフランク・シェッツィング『深海のYrr（イール）』）。
2005年発表のシリーズ第4作『雌獅子の洞窟』（未訳 Die Höhle der Löwin）で、ドイツ語圏の推理作家協会「シンジケート」により年間最優秀の長編ミステリに与えられるフリードリヒ・グラウザー賞を受賞した。

## 日本語訳作品
- 死体絵画 （訳：小津薫、2006年3月、講談社文庫、ISBN 4062753499）（Die ungeschminkte Wahrheit (2004)）

## 主な作品
イナ・ヘンケル&ラルフ・シュトッカー・シリーズ
1. Mimikry (1999) ISBN 3-8218-0788-1 （擬態）
2. Sterntaucher (2002) ISBN 3-8218-0867-5 （ホシカイツブリ）
3. Die ungeschminkte Wahrheit (2004) ISBN 3-492-27077-8 （死体絵画）
4. Die Höhle der Löwin (2005) ISBN 3-492-27096-4 （雌獅子の洞窟）

その他
- Der Mond fing an zu tanzen (1997) ISBN 3-8218-0484-X （月は踊り出した）
- Feuertod (2007) ISBN 3-492-27129-4